# 廷帕斯 (科羅拉多州)
廷帕斯（英語：Timpas）是位於美國科羅拉多州奧特羅縣的一個非建制地區。該地的面積和人口皆未知。

## 地理
廷帕斯的座標為37°49′05″N 103°46′25″W / 37.81806°N 103.77361°W，而該地的平均海拔高度為1350米（即4430英尺）。